# Štráská Huť
Štráská Huť (německy Straßhütten či Straßhütte) je zaniklá vesnice na území obce Bělá nad Radbuzou, v k. ú. Pleš v okrese Domažlice v Plzeňském kraji. Administrativně spadala vesnice pod Pleš.

## Historie
První písemná zmínka o vesnici pochází z roku 1629, kdy se objevuje v mutěnínských matrikách. Podle německé regionální literatury byla vesnice založena Lamingery v roce 1580. Souvisle můžeme dějiny zdejší sklárny sledovat od roku 1752. V té době sklář Jan Tomáš Lenk uzavřel nájemní smlouvu s tehdejším majitelem svatokřížského panství s Erazimem Cukrem z Tamfeldu. Do roku 1805 zde sklářskou pec provozovali skláři Abelů a Fuchsů. Počátkem 19. století převzal sklárnu majitel svatokřížského panství Václav Koc z Dobrše a s několika přestávkami pracovala pec do období kolem roku 1840. V blízkosti sklárny bylo postaveno několik pomocných provozů a řada domků. Po zániku sklárny se vesnice vylidnila, ze sklárny se dochoval panský dvůr, později využíván jako hájovna. Krátce po druhé světové válce lokalita zanikla. V roce 1993 byly archeologickým výzkumem odkryty stará i nová sklářská pec.

## Obyvatelstvo
Sommerova topografie z roku 1839 popisuje ve vsi 8 domů a 136 obyvatel. Při sčítání lidu v roce 1921 zde žilo 6 obyvatel, všichni německé národnosti, kteří se hlásili k římskokatolické církvi.
| Rok            | 1869 | 1880 | 1890 | 1900 | 1910 | 1921 | 1930 | 1950 | 1961 | 1970 | 1980 | 1991 | 2001 | 2011 |
| -------------- | ---- | ---- | ---- | ---- | ---- | ---- | ---- | ---- | ---- | ---- | ---- | ---- | ---- | ---- |
| Počet obyvatel | 18   | 11   | 18   | 12   | 9    | 6    | 4    | –    | –    | –    | –    | –    | –    | –    |
| Počet domů     | 3    | 3    | 3    | 2    | 2    | 1    | 1    | –    | –    | –    | –    | –    | –    | –    |